# Delgamma lilacea
Delgamma lilacea är en fjärilsart som beskrevs av Bethune-Baker 1906. Delgamma lilacea ingår i släktet Delgamma och familjen nattflyn. Inga underarter finns listade i Catalogue of Life.